# سونیا گرئی
سونیا گرئی (ایتالیایی: Sonia Grey؛ زادهٔ ۳۰ اوت ۱۹۶۸) یک مجری تلویزیون، شوگرل و بازیگر اهل ایتالیا است.
از فیلم‌ها یا مجموعه‌های تلویزیونی که وی در آن‌ها نقش داشته‌است، می‌توان به نونو فلیچه و زیبایی زنان اشاره نمود.